# Charles Miller Shelley
Charles Miller Shelley (28 décembre 1833 - 20 janvier 1907) est un brigadier général dans l'armée de États confédérés et un représentant des États-Unis d'après-guerre de l'Alabama.

## Avant la guerre
Chales M. Shelley naît dans le comté de Sullivan, dans le Tennessee. Il est le frère du futur brigadier général Nathan G. Shelley de la milice du Texas. Il part avec son père à Selma, en Alabama, en 1836. Il reçoit une scolarisation limitée, mais montre une aptitude pour l'architecture qu'il étudie avec son père. Il devient architecte et constructeur dans les années 1850 comme son père.
Dans les recensements fédéraux des années 1860, 1880 et 1900, il est répertorié comme étant né dans le Tennessee (comme l'étaient ses parents lors des deux derniers recensements).

## Guerre de Sécession
Avec le déclenchement de la guerre de Sécession, la première entrée de Shelley dans l'armée confédérée en février 1861 se fait en tant que premier lieutenant dans l'artillerie de Talladega de la milice de l'Alabama et il est d'abord en poste au fort Morgan pendant six semaines. Par la suite, lors de la réorganisation de son unité et son entrée au service de l'armée confédérée, il est affecté au 5th Alabama Infantry et est promu capitaine au terme de l'élection des officiers du régiment le 11 mai 1861,,.
Il est présent en Virginie lors de la campagne de Manassas au cours de l'été 1861, mais son régiment ne participe à aucune action lors de la première bataille de Bull Run. Toutefois, le général P. G. T. Beauregard le remarque lors d'une escarmouche à Parr's Cross Roads. En janvier 1862, retournant en Alabama, il effectue le recrutement du 30th Alabama Infantry et en est nommé colonel le 22 mars 1862,,. 
Il participe à l'invasion du Kentucky durant la guerre de Sécession, à Port Gibson où il voit son premier engagement majeur, et à Vicksburg. À Vicksburg, il est remarqué pour avoir tenu la ligne face à de multiples assauts de l'Union. Il participe à la bataille de Champion Hill.
Après la reddition de Vicksburg le 4 juillet 1863, Charles M. Shelley est échangé et rejoint l'armée du Tennessee,. Lui et ses hommes sont transférés dans la brigade de Edmund W. Pettus. Il participe à toutes les batailles de cette armée depuis Chattanooga jusqu'à sa reddition à Greensboro. Pendant la campagne d'Atlanta, le général John Bell Hood le recommande pour une promotion. Il commande une brigade de la division de Stevenson dans le deuxième corps de l'armée du Tennessee du 21 août 1864 jusqu'au 2 octobre 1864.
Au cours de cette période, Charles M. Shelley est nommé brigadier général à titre temporaire le 17 septembre 1864,,, sa nomination ne sera confirmée par le sénat confédéré qu'en février 1865. Il prend alors le commandement de la brigade de Cantey de la division de Walthall au sein du troisième corps de l'armée du Tennessee jusqu'au 9 avril 1865. Lors de l'assaut contre les ouvrages fédéraux à la Franklin ordonné par le général John Bell Hood, la brigade de  Shelley perd 432 hommes sur les 1 100 présents. Shelley sort indemne des combats bien que son cheval soit tué sous lui. Il part ensuite en Caroline du Nord et participe à la bataille de Bentonville. À partir du 9 avril 1865, il prend le commandement d'une brigade dans la division de Loring du troisième corps de l'armée du Tennessee jusqu'au 26 avril 1865.

## Après la guerre
Après la guerre, Charles M. Shelley passe une année en Louisiane puis retourne en Alabama où il devient shérif du comté de Dallas en 1874,. Shelley est d'abord élu au Congrès le 7 novembre 1876. Il obtient  37,77 % des voix, mais comme le vote républicain est divisé entre leur candidat désigné, James T. Rapier et le titulaire en tant qu'indépendant, Jeremiah Haralson, Shelley remporte l'élection.
Shelly se présente aux élections de 1878. Avec la fin de la reconstruction et de la montée de l'intimidation et de la violence contre les électeurs africains-américains, sa réélection est beaucoup plus facile. Il obtient 55,38 % des voix. Cela représente 8 514 voix, soit moins que les 9 655 qu'il avait obtenu deux ans auparavant, indiquant une contraction de la taille de l'électorat dans l'intervalle. Haralson fait une autre candidature pour un poste cette année, mais ne reçoit que 6 545 voix ou 42,57 %.
Shelley présente ses lettres de créance en tant que membre élu du quarante-septième congrès, mais l'élection est contestée par James Q. Smith et le siège est déclaré vacant le 20 juillet 1882. Shelley est élu par la suite pour combler la vacance et sert du 7 novembre 1882 au 3 mars 1883. Il présente des lettres de créance en tant que membre élu du quarante-huitième congrès et sert du 4 mars 1883 au 9 janvier 1885, quand il est remplacé par George H. Craig, qui conteste l'élection.
Charles M. Shelley devient quatrième auditeur du département du Trésor des États-Unis,. Il est par ailleurs associé dans un cabinet d'avocat avec l'ancien général confédéré Matthew C. Butler.
Il retourne à Birmingham, en Alabama, et s'engage dans la promotion des intérêts industriels de la région jusqu'à sa mort dans cette ville,. Il est inhumé dans le cimetière d'Oak Hill, à Talladega, Alabama,.